# Provisorischer Nationalrat (Bayern)
Der Provisorische Nationalrat des Freien Volksstaats Bayern tagte vom 8. November 1918 bis 4. Januar 1919. Er war Vorläufer der bayerischen Landtage nach Absetzung der Wittelsbacher Monarchie im Zuge der Novemberrevolution 1918.

## Geschichte
Mit Ausrufung des Freistaats in der Nacht zum 8. November 1918 wurde Kurt Eisner vom Münchner Arbeiter- und Soldatenrat zum ersten „Ministerpräsidenten“ bzw. „Vorsitzenden des Gesamtministeriums“ der neuen bayerischen Republik gewählt und bildete am Vormittag des 8. November ein Regierungskabinett aus Mitgliedern der (M)SPD und der USPD.
Der Provisorische Nationalrat wurde auf den Nachmittag des 8. November improvisiert in das Landtagsgebäude einberufen. Er tagte an Stelle der gewählten Abgeordneten des alten Systems und bestand aus Mitgliedern des Arbeiter- und Soldatenrats sowie ehemaligen Abgeordneten der SPD, des Bauernbundes und drei liberaler Landtagsmitglieder. Die genaue Zusammensetzung bei dieser ersten Sitzung ist nicht bekannt. Er bestätigte die Koalitionsregierung von USPD und SPD unter Eisner (USPD) und gab ihr damit „eine wenigstens vorläufige Legitimität.“
Der Provisorische Nationalrat war nur von geringer politischer Bedeutung und wurde erst am 13. Dezember zu seiner zweiten Sitzung einberufen. Die 256 Mitglieder des Rats sind jetzt alle namentlich bekannt. Landesarbeiter-, Landessoldaten- und Landesbauernrat entsandten jeweils 50 Vertreter. Hinter diesen standen 6000 bis 7000 Räteorganisationen in ganz Bayern. Weitere 38 Mitglieder waren schon im alten Landtag vertreten: 28 Sozialdemokraten, sechs Vertreter des Bauernbundes und vier liberale Abgeordnete. Hinzu kamen Vertreter der Gewerkschaften, der Eisenbahner und von Berufs- und Interessenverbänden.
Der Nationalrat hatte für die Regierung Eisner nur eine beratende Funktion und keine Mitwirkung an der Gesetzgebung. Auch das vorläufige Staatsgrundgesetz der Republik Bayern vom 4. Januar 1919 bestätigte, dass die revolutionäre Regierung die gesetzgebende und vollziehende Gewalt ausübt. Dies sollte bis zur endgültigen Erledigung des Verfassungsentwurfs gelten. In der Revolutionsregierung befürwortete die MSPD eine parlamentarische Demokratie, während Eisner auf das Rätesystem baute, eine „Diktatur des Proletariats“ jedoch ablehnte.
Mit den Landtagswahlen vom 12. Januar 1919 hatte der Provisorische Nationalrat seine Legitimation verloren. Die USPD Ministerpräsident Eisners erlitt dabei eine schwere Wahlniederlage. Bei der Eröffnung des neu gewählten Landtags am 21. Februar 1919 wollte Eisner seinen Rücktritt erklären, auf dem Weg dorthin wurde er ermordet.

## Mitglieder des Provisorischen Nationalrats
Die Zusammensetzung bei der ersten Sitzung am 8. November 1918 ist nicht bekannt. Am 13. Dezember hat der Provisorische Nationalrat 256 Mitglieder. Von vielen ist nur der Name und die entsendende Organisation bekannt. Unter den Mitgliedern waren sieben Frauen.

### Präsidium des Provisorischen Nationalrats
- Präsident: Franz Schmitt
- 1. Vizepräsident: Fritz Schröder
- 2. Vizepräsident: Ludwig Quidde
- 1. Schriftführer: Johann Vogel
- 2. Schriftführer: Karl Gandorfer
- 3. Schriftführer: Gustav Schiefer
- 4. Schriftführer: Bruno Körner